# Epicypta silviabunda
Epicypta silviabunda är en tvåvingeart som beskrevs av Wu 1995. Epicypta silviabunda ingår i släktet Epicypta och familjen svampmyggor.
Artens utbredningsområde är Zhejiang (Kina). Inga underarter finns listade i Catalogue of Life.